# Joachim Zeller (Historiker)
Joachim Zeller (* 2. April 1958 in Swakopmund, Namibia [damals Südwestafrika]) ist ein deutsch-namibischer Historiker, Autor und Herausgeber von Werken zur deutschen Kolonialgeschichte in Afrika sowie ehemaliger Lehrer im Schuldienst.

## Leben und wissenschaftliche Tätigkeit
Joachim Zeller ist eines von vier Kindern des Theologen und Kunsthistorikers Reimar Zeller und der Schriftstellerin Eva Zeller. Joachim Zeller studierte Geschichte, Kunst und Deutsch in Berlin und Frankfurt am Main. Im Jahr 1999 wurde er an der Technischen Universität Berlin promoviert mit der Arbeit Kolonialdenkmäler und Geschichtsbewusstsein. Eine geschichtsdidaktische Untersuchung. Er war im Schuldienst in Hessen und Berlin tätig.
Seine Forschungsschwerpunkte sind die deutsche Kolonialgeschichte und der Postkolonialismus. Er ist Mitherausgeber kolonialhistorischer Buchreihen: „Schlaglichter der Kolonialgeschichte“ und „Studien zur Kolonialgeschichte“, die beide im Ch. Links Verlag in Berlin erschienen (2001–2016). Zudem hat er die Buchreihe „Kolonialismus und postkoloniale Perspektiven“ im Solivagus Verlag in Kiel (2019–2020) mitherausgegeben.
Seine publizistische Tätigkeit umfasst die Themenbereiche der (post-)kolonialen Erinnerungskultur, des visuellen Kolonialismus, der afrikanischen Diaspora und des Völkermords an den Herero und Nama.
Zeller war Mitglied der Fachbeiräte folgender Ausstellungen: „Namibia – Deutschland. Eine geteilte Geschichte. Widerstand, Gewalt, Erinnerung“ im Rautenstrauch-Joest-Museum in Köln (2004) und Deutschen Historischen Museum in Berlin (2004/2005) sowie der Ausstellung „Deutscher Kolonialismus. Fragmente seiner Geschichte und Gegenwart“, im Deutschen Historischen Museum in Berlin (2016/2017).
Als Reisejournalist schreibt er Artikel über seine Rad- und Wandertouren im In- und Ausland.

## Schriften (Auswahl)
Monographien
- Kolonialdenkmäler und Geschichtsbewußtsein. Eine Untersuchung der kolonialdeutschen Erinnerungskultur. Verlag für Interkulturelle Kommunikation, Frankfurt am Main 2000, ISBN 3-88939-544-9 (Zugleich: Berlin, Technische Universität, Dissertation, 1999).
- Bilderschule der Herrenmenschen. Koloniale Reklamesammelbilder. Ch. Links, Berlin 2008, ISBN 978-3-86153-499-0 (Lizenzausgabe: Koloniale Bilderwelten. Zwischen Klischee und Faszination. Kolonialgeschichte auf frühen Reklamesammelbildern. Weltbild, Augsburg 2010, ISBN 978-3-8289-0918-2).
- Weiße Blicke – Schwarze Körper. Afrikaner im Spiegel westlicher Alltagskultur. Bilder aus der Sammlung Peter Weiss. Sutton, Erfurt 2010, ISBN 978-3-86680-412-8.
- Wilde Moderne. Der Bildhauer Fritz Behn (1878–1970), Nicolai, Berlin 2016, ISBN 978-3-89479-952-6.
- mit Oumar Diallo: Berlin – Eine postkoloniale Metropole. Ein historisch-kritischer Stadtrundgang im Bezirk Mitte. Metropol, Berlin 2021, ISBN 978-3-86331-572-6 (2. aktualisierte und ergänzte Auflage 2024, ISBN 978-3-86331-710-2; französische u. aktualisierte Ausgabe: Berlin - Une métropole postcoloniale. Visite guidée historico-critique de l’arrondissement de Mitte, Steinmeier, Deiningen 2022, ISBN 978-3-943599-89-3; englische Ausgabe: A Postcolonial Metropolis. A Critical History Walking Tour of Central Berlin, Metropol, Berlin 2024, ISBN 978-3-86331-723-2).

Herausgeberschaft
- mit Ulrich van der Heyden: Kolonialmetropole Berlin. Eine Spurensuche, Berlin-Edition, Berlin 2002, ISBN 3-8148-0092-3.
- mit Jürgen Zimmerer: Völkermord in Deutsch-Südwestafrika. Der Kolonialkrieg (1904–1908) in Namibia und seine Folgen, Ch. Links, Berlin 2003, ISBN 3-86153-303-0 (2. Auflage 2004; 3. Auflage 2016; englische Ausgabe: Genocide in German South-West Africa. The Colonial War of 1904–1908 in Namibia and its Aftermath, Translated and Introduced by Edward J. Neather, Merlin Press, London 2008, ISBN 978-0-85036-574-0).
- mit Ulrich van der Heyden: „… Macht und Anteil an der Weltherrschaft“. Berlin und der deutsche Kolonialismus, UNRAST, Münster 2005, ISBN 3-89771-024-2.
- mit Ulrich van der Heyden: Kolonialismus hierzulande. Eine Spurensuche in Deutschland, Sutton, Erfurt 2007, ISBN 978-3-86680-269-8.
- mit Jean-Pierre Félix-Eyoum und Stefanie Michels: Duala und Deutschland – verflochtene Geschichte. Die Familie Manga Bell und koloniale Beutekunst. Der Tangué der Bele Bele. Douala et l’Allemagne. Une histoire croisée. La famille Manga Bell et l’œuvre d’art colonial pillé. Le «Tangué» des Bele Bele (= DEPO-Schriftenreihe. Nr. 2), Schmidt von Schwind, Köln 2011, ISBN 978-3-932050-30-5.
- mit Oumar Diallo: Black Berlin. Die deutsche Metropole und ihre afrikanische Diaspora in Geschichte und Gegenwart, Metropol, Berlin 2013, ISBN 978-3-86331-132-2 (2. überarbeitete Auflage 2014).
- mit Marianne Bechhaus-Gerst: Deutschland postkolonial? Die Gegenwart der imperialen Vergangenheit, Metropol, Berlin 2018, ISBN 978-3-86331-393-7 (2. aktualisierte und erweiterte Auflage 2021, ISBN 978-3-86331-564-1).
- mit Hannimari Jokinen / Flower Manase: Stand und Fall. Das Wissmann-Denkmal zwischen kolonialer Weihestätte und postkolonialer Dekonstruktion, Metropol, Berlin 2022, ISBN 978-3-86331-614-3.